# First Division 1976-1977
La First Division 1976-1977 è stata la 78ª edizione della massima serie del campionato inglese di calcio, disputata tra il 21 agosto 1976 e il 24 maggio 1977 e concluso con la vittoria del Liverpool, al suo decimo titolo, il secondo consecutivo.
Capocannonieri del torneo sono stati Malcolm Macdonald (Arsenal) e Andy Gray (Aston Villa), con 25 reti ciascuno.

## Stagione

### Novità
Fu la prima edizione del campionato inglese in cui viene applicata la discriminante della differenza reti al posto del quoziente reti. Da questo stesso campionato viene inoltre introdotto per la prima volta l'uso del cartellino giallo e del cartellino rosso per segnalare l'eventuale ammonizione o espulsione.
Al posto delle retrocesse Wolverhampton, Burnley e Sheffield Utd sono saliti dalla Second Division il Sunderland, il Bristol City (la cui ultima apparizione nella massima serie risaliva alla stagione 1910-11) e il West Bromwich.

### Avvenimenti
Il campionato vide il Liverpool campione uscente in vetta alla classifica dopo sei giornate. I Reds furono ripresi subito da un gruppo composto da Manchester City, Manchester Utd e Middlesbrough. Fu quest'ultima squadra a staccarsi dal gruppo alla decima giornata e a condurre in solitaria per una giornata: dall'undicesimo turno il Liverpool riprese infatti il primato e tentò la fuga, allungando di cinque punti sull'sull'Aston Villa e sull'Ipswich Town. Quest'ultima squadra si rivelerà l'inseguitore più ostinato annullando lo svantaggio e raggiungendo i Reds che, liberatisi alla giornata successiva dei rivali, conclusero il girone di andata con un punto di vantaggio sullo stesso Ipswich.
Durante il girone di ritorno il Liverpool mantenne il primato della classifica, inseguito dall'Ipswich, che al venticinquesimo e al ventinovesimo turno raggiunse di nuovo i Reds. Alla trentesima l'Ipswich raggiunse per la quarta volta il Liverpool, superandolo due giornate dopo. A partire dalla giornata successiva l'Ipswich accusò un calo e il Liverpool ne approfittò, inseguito dal Manchester City, che condusse la classifica per due giornate a braccetto dei Reds. Alla trentasettesima giornata il Liverpool prese definitivamente il comando della classifica assicurandosi il suo decimo titolo all'ultima giornata, giocata il 14 maggio, con un punto di vantaggio sul Manchester City. In zona UEFA, assieme al Manchester City e all'Ipswich, si classificarono in anticipo l'Aston Villa e il Newcastle Utd.
Le retrocessioni si decisero all'ultima giornata: il Bristol City, pareggiando contro il Coventry City, altra pretendente alla salvezza, inguaiò il Sunderland e lo Stoke City, che accompagnarono il Tottenham.

## Squadre partecipanti
| Club            | Stagione | Città               | Stadio              | Stagione precedente                   |
| --------------- | -------- | ------------------- | ------------------- | ------------------------------------- |
| Arsenal         | dettagli | Londra              | Arsenal Stadium     | 17º posto in First Division           |
| Aston Villa     | dettagli | Birmingham          | Villa Park          | 16º posto in First Division           |
| Birmingham City | dettagli | Birmingham          | St Andrew's         | 19º posto in First Division           |
| Bristol City    | dettagli | Bristol             | Ashton Gate Stadium | 2º posto in Second Division, promosso |
| Coventry City   | dettagli | Coventry            | Highfield Road      | 14º posto in First Division           |
| Derby County    | dettagli | Derby               | Baseball Ground     | 4º posto in First Division            |
| Everton         | dettagli | Liverpool           | Goodison Park       | 11º posto in First Division           |
| Ipswich Town    | dettagli | Ipswich             | Portman Road        | 6º posto in First Division            |
| Leeds Utd       | dettagli | Leeds               | Elland Road         | 5º posto in First Division            |
| Leicester City  | dettagli | Leicester           | Filbert Street      | 7º posto in First Division            |
| Liverpool       | dettagli | Liverpool           | Anfield             | 1º posto in First Division            |
| Manchester City | dettagli | Manchester          | Maine Road          | 8º posto in First Division            |
| Manchester Utd  | dettagli | Manchester          | Old Trafford        | 3º posto in First Division            |
| Middlesbrough   | dettagli | Middlesbrough       | Ayresome Park       | 13º posto in First Division           |
| Newcastle Utd   | dettagli | Newcastle upon Tyne | St James' Park      | 15º posto in First Division           |
| Norwich City    | dettagli | Norwich             | Carrow Road         | 10º posto in First Division           |
| QPR             | dettagli | Londra              | Loftus Road         | 2º posto in First Division            |
| Stoke City      | dettagli | Stoke-on-Trent      | Victoria Ground     | 12º posto in First Division           |
| Sunderland      | dettagli | Sunderland          | Roker Park          | 1º posto in Second Division, promosso |
| Tottenham       | dettagli | Londra              | White Hart Lane     | 9º posto in First Division            |
| West Bromwich   | dettagli | West Bromwich       | The Hawthorns       | 3º posto in Second Division, promosso |
| West Ham Utd    | dettagli | Londra              | Boleyn Ground       | 18º posto in First Division           |

## Classifica finale
|       | Pos. | Squadra         | Pt | G  | V  | N  | P  | GF | GS | DR  |
| ----- | ---- | --------------- | -- | -- | -- | -- | -- | -- | -- | --- |
|       | 1.   | Liverpool       | 57 | 42 | 23 | 11 | 8  | 62 | 33 | +29 |
|       | 2.   | Manchester City | 56 | 42 | 21 | 14 | 7  | 60 | 34 | +26 |
|       | 3.   | Ipswich Town    | 52 | 42 | 22 | 8  | 12 | 66 | 39 | +27 |
| [ 4 ] | 4.   | Aston Villa     | 51 | 42 | 22 | 7  | 13 | 76 | 50 | +26 |
|       | 5.   | Newcastle Utd   | 49 | 42 | 18 | 13 | 11 | 64 | 49 | +15 |
| [ 5 ] | 6.   | Manchester Utd  | 47 | 42 | 18 | 11 | 13 | 71 | 62 | +9  |
|       | 7.   | West Bromwich   | 45 | 42 | 16 | 13 | 13 | 62 | 56 | +6  |
|       | 8.   | Arsenal         | 43 | 42 | 16 | 11 | 15 | 64 | 59 | +5  |
|       | 9.   | Everton         | 42 | 42 | 14 | 14 | 14 | 62 | 64 | -2  |
|       | 10.  | Leeds Utd       | 42 | 42 | 15 | 12 | 15 | 48 | 51 | -3  |
|       | 11.  | Leicester City  | 42 | 42 | 12 | 18 | 12 | 47 | 60 | -13 |
|       | 12.  | Middlesbrough   | 41 | 42 | 14 | 13 | 15 | 40 | 45 | -5  |
|       | 13.  | Birmingham City | 38 | 42 | 13 | 12 | 17 | 63 | 61 | +2  |
|       | 14.  | QPR             | 38 | 42 | 13 | 12 | 17 | 47 | 52 | -5  |
|       | 15.  | Derby County    | 37 | 42 | 9  | 19 | 14 | 50 | 55 | -5  |
|       | 16.  | Norwich City    | 37 | 42 | 14 | 9  | 19 | 47 | 64 | -17 |
|       | 17.  | West Ham Utd    | 36 | 42 | 11 | 14 | 17 | 46 | 65 | -19 |
|       | 18.  | Bristol City    | 35 | 42 | 11 | 13 | 18 | 38 | 48 | -10 |
|       | 19.  | Coventry City   | 35 | 42 | 10 | 15 | 17 | 48 | 59 | -11 |
|       | 20.  | Sunderland      | 34 | 42 | 11 | 12 | 19 | 46 | 54 | -8  |
|       | 21.  | Stoke City      | 34 | 42 | 10 | 14 | 18 | 28 | 51 | -23 |
|       | 22.  | Tottenham       | 33 | 42 | 12 | 9  | 21 | 48 | 72 | -24 |

Legenda:
      Campione d'Inghilterra e ammessa alla Coppa dei Campioni 1977-1978
      Ammesse alla Coppa delle Coppe 1977-1978
      Ammesse alla Coppa UEFA 1977-1978
      Retrocesse in Second Division 1977-1978
Regolamento:
Due punti a vittoria, uno a pareggio, zero a sconfitta.
A parità di punti le squadre venivano classificate secondo la differenza reti.

## Statistiche

### Squadre

#### Capoliste solitarie
Fonte:
|    | ——  | —— | —— | —— | ——  | —— | —— | ——  | ——  | ——  | ——  | ——  | ——  | ——  | ——  | ——           | ——           | ——           | ——           | ——           | ——  | ——           | ——           | ——           | ——           | ——           | ——           | ——              | ——              | ——              | ——              | ——              | ——  | ——        | ——        | ——        | ——        | ——        | ——        | ——        | ——        | ——        |           |           |
|    | Liv |    |    |    | Liv |    |    | Mid | Liv |     |     |     |     |     |     | Ipswich Town | Ipswich Town | Ipswich Town | Ipswich Town | Ipswich Town |     | Ipswich Town | Ipswich Town | Ipswich Town | Ipswich Town | Ipswich Town | Ipswich Town | Manchester City | Manchester City | Manchester City | Manchester City | Manchester City |     | Liverpool | Liverpool | Liverpool | Liverpool | Liverpool | Liverpool | Liverpool | Liverpool | Liverpool | Liverpool | Liverpool |
|    |     |    |    |    |     |    |    |     |     |     |     |     |     |     |     |              |              |              |              |              |     |              |              |              |              |              |              |                 |                 |                 |                 |                 |     |           |           |           |           |           |           |           |           |           |           |           |
|    |     |    |    |    |     |    |    |     |     |     |     |     |     |     |     |              |              |              |              |              |     |              |              |              |              |              |              |                 |                 |                 |                 |                 |     |           |           |           |           |           |           |           |           |           |           |           |
| 1ª | 2ª  | 3ª | 4ª | 5ª | 6ª  | 7ª | 8ª | 9ª  | 10ª | 11ª | 12ª | 13ª | 14ª | 15ª | 16ª | 17ª          | 18ª          | 19ª          | 20ª          | 21ª          | 22ª | 23ª          | 24ª          | 25ª          | 26ª          | 27ª          | 28ª          | 29ª             | 30ª             | 31ª             | 32ª             | 33ª             | 34ª | 35ª       | 36ª       | 37ª       | 38ª       | 39ª       | 40ª       | 41ª       | 42ª       |           |           |           |

#### Primati stagionali
- Maggior numero di vittorie: Liverpool (23)
- Minor numero di sconfitte: Manchester City (7)
- Migliore attacco: Aston Villa (76 goal fatti)
- Miglior difesa: Liverpool (33 reti subite)
- Miglior differenza reti: Liverpool (+29)
- Maggior numero di pareggi: Derby County (19)
- Minor numero di pareggi: Aston Villa (7)
- Maggior numero di sconfitte: Tottenham (21)
- Minor numero di vittorie: Derby County (9)
- Peggior attacco: Stoke City (28 reti segnate)
- Peggior difesa: Tottenham (72 reti subite)
- Peggior differenza reti: Tottenham (-24)

### Individuali

#### Classifica marcatori
Fonte:
| Gol | Rigori |  | Giocatore         | Squadra                          |
| --- | ------ |  | ----------------- | -------------------------------- |
| 25  | 1      |  | Andy Gray         | Aston Villa                      |
| 25  | 2      |  | Malcolm Macdonald | Arsenal                          |
| 21  |        |  | Brian Kidd        | Manchester City                  |
| 21  | 5      |  | Trevor Francis    | Birmingham City                  |
| 19  |        |  | Kenny Burns       | Birmingham City                  |
| 18  | 3      |  | Dennis Tueart     | Manchester City                  |
| 17  |        |  | Bob Latchford     | Everton                          |
| 16  | 2      |  | Bryan Robson      | Sunderland (2) West Ham Utd (14) |
| 15  | 2      |  | Gordon Hill       | Manchester Utd                   |
| 15  |        |  | David Mills       | Middlesbrough                    |
| 14  |        |  | Micky Burns       | Newcastle Utd                    |
| 14  |        |  | Brian Little      | Aston Villa                      |
| 14  |        |  | Stuart Pearson    | Manchester Utd                   |
| 14  |        |  | Trevor Whymark    | Ipswich Town                     |
| 14  | 2      |  | Frank Worthington | Leicester City                   |